# Arbre de mai

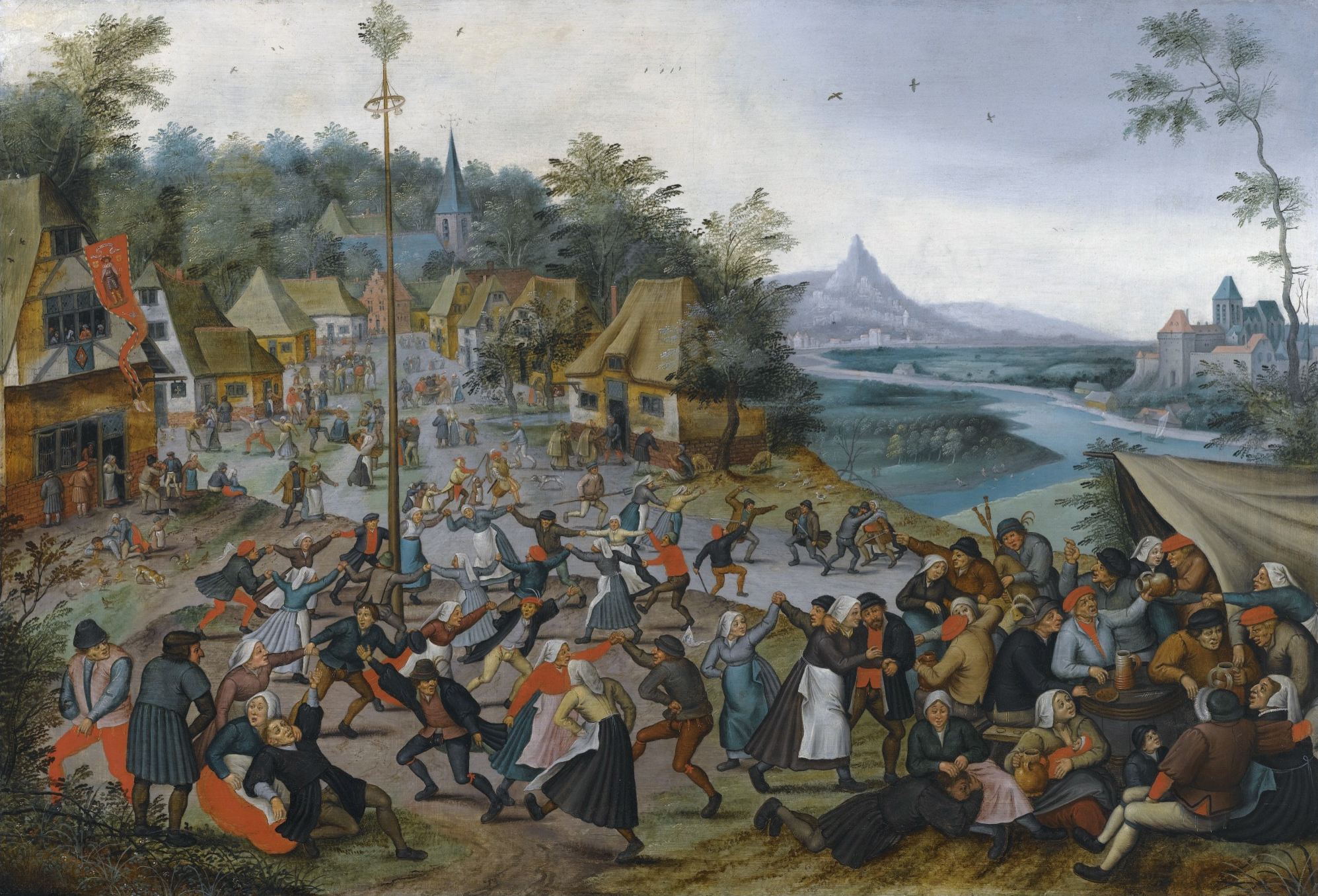
Kermesse de la Saint-Georges autour d'un Arbre de Mai, Pieter Brueghel le Jeune, XVIe siècle.

La tradition de l’arbre de mai ou du mât de mai consiste à planter un arbre ou un mât dans le courant du mois de mai afin de célébrer la vigueur retrouvée de la végétation et le retour de la belle saison.
Probablement liées aux fêtes de mai, ses origines sont attestées depuis le début du XIIIe siècle avant qu'elle se diffuse progressivement dans l'ensemble de l'Europe, tant dans les campagnes que les villes. Souvent ornés des guirlandes, de fleurs, de rubans et d'autres décorations, les arbres de mai constituent un point focal autour duquel se déroulent diverses célébrations festives.
Cette tradition connaît différentes variantes et déclinaisons de son nom à travers l'Europe.

## Histoires

### Origines mythiques
Les origines précises de la tradition de l'arbre de mai ne sont pas connues et si certains érudits du XIXe et du début du XXe siècle, tels Wilhelm Mannhardt puis James Frazer, ont régulièrement évoqué des coutumes ancestrales et des rites de fertilités, aucune source ne permet de corroborer ces affirmations qui ne sont plus retenues par la recherche contemporaine. De même, l'évocation par Thomas Hobbes et plus tard par Sigmund Freud d'y voir des symboles phalliques voire d'une réminiscence du culte du dieu romain de la puissance masculine Priape ne repose sur aucun fondement historique. Ainsi, plutôt que de voir dans ces dispositifs la réminiscence d'un esprit de la fertilité, il est probablement plus adapté, à la suite de Mircea Eliade, de considérer qu'il s'agit plus simplement de célébrer le retour de la vigueur de la végétation.   

### Diffusion
Les premières attestations remontent au Moyen Âge et sont probablement liées aux fêtes de mai qui sont documentées en Italie, en Angleterre et en France dès la première moitié XIIIe siècle témoignant notamment d'individus « se rendant jusqu'au Mai » (c'est-à-dire les bois voisins) et recueillant des branches vertes censées apporter le mois de mai ou l'été, afin de célébrer retour de la belle saison. La coutume d'ériger un arbre ou un mât de mai devient ensuite un élément essentiel des festivités printanières dans de nombreuses régions d'Europe, tant dans les villages que les villes, où ils constituent des dispositifs utiles sur lesquels des guirlandes et autres décorations peuvent être accrochées afin de former un point focal pour la célébration du retour de la vitalité du bois. 

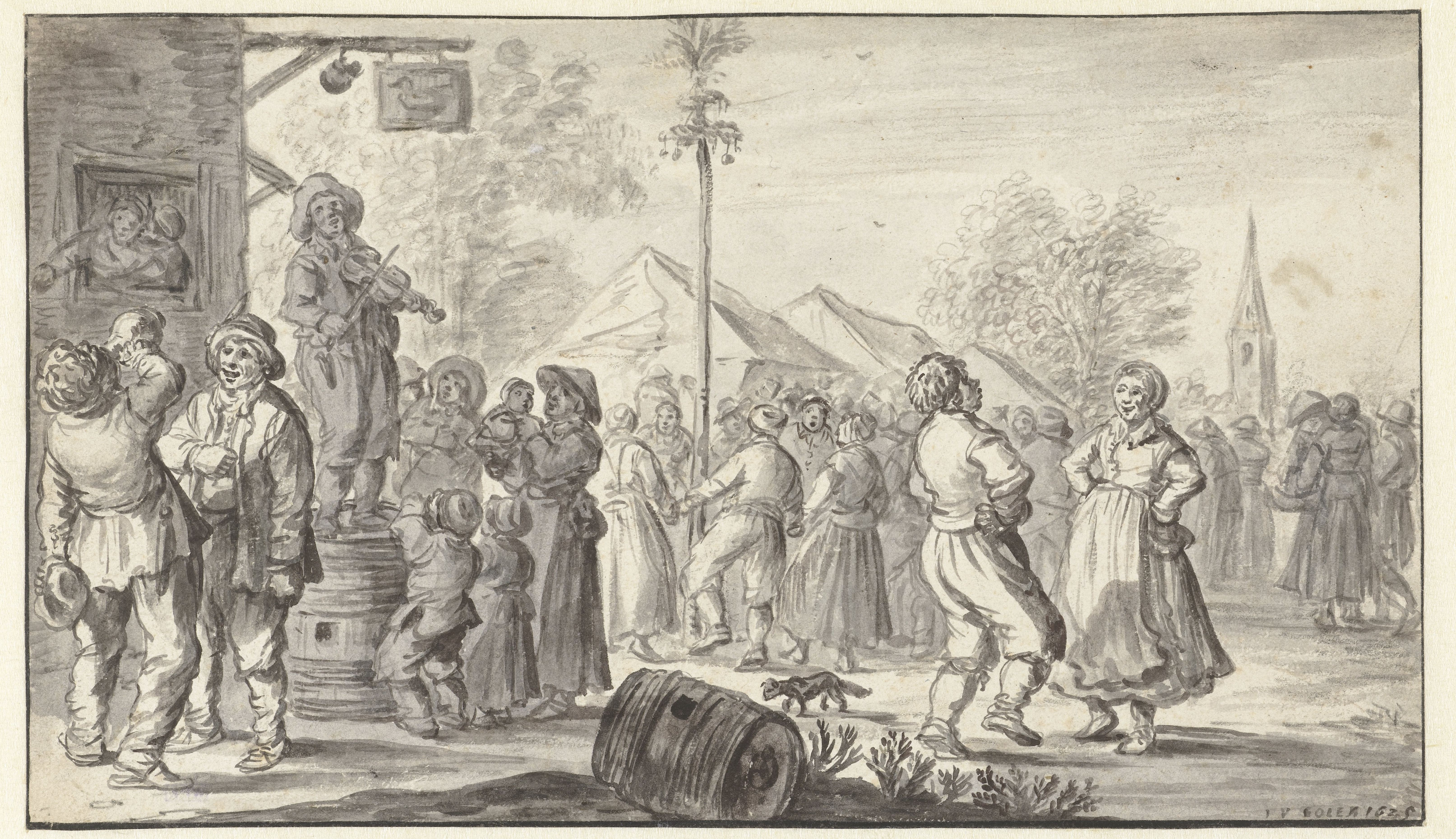
Fête villageoise figurant un Arbre de mai, dessin de Jan van Goyen, 1625, Rijksmuseum.

La tradition est attestée pour la première fois à Aix-la-Chapelle en 1224 par le moine cistercien Césaire de Heisterbach : un arbre décoré de couronnes y aurait été érigé mais ensuite abattu par le curé de la ville malgré l'opposition de la foule qui l'aurait molesté ; le gouverneur de la ville, fait alors ériger un arbre encore plus grand, mais après quelques jours, presque toute la ville est détruite par un incendie. On les retrouve bientôt à travers toute l'Europe, depuis les Pyrénées jusqu'en Suède et en Russie. La tradition est également attestée au milieu du XIVe siècle en Angleterre et semble bien établie entre 1350 et 1400 dans le sud de la Grande-Bretagne dans les régions anglophones et galloises, aussi bien dans les villes et que dans les campagnes. 
Au concile de Milan de 1579, l’Église catholique proscrit cette tradition païenne et ses rites apparentés, stipulant l’interdiction « le premier jour de mai, fête des apôtres saint Jacques et saint Philippe, de couper les arbres avec leurs branches, de les promener dans les rues et dans les carrefours, et de les planter ensuite avec des cérémonies folles et ridicules. »
L'apparition des sapins de Noël dans l'espace public au Moyen Âge est probablement à rattacher à la pratique des arbres de mai ou « mais » : les sources attestent en effet de telles pratiques au mois de décembre en Alsace ainsi que dans la Forêt-Noire, qui portent alors le nom de « mai d'hiver » ou « mai de Noël ».

## En Europe occidentale et centrale

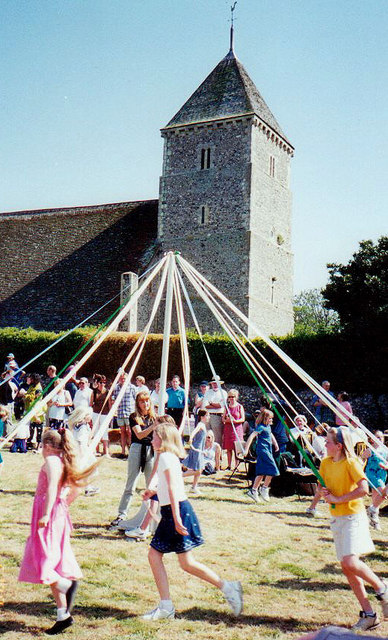
Danse du Mât de Mai (MayPole), église de Bishopstone, Sussex, Grande-Bretagne.

### BhealTaine en Irlande
Le mât de BelTane/BelTaine se dit BhealTaine en gaélique d'Irlande. Mí BhealTaine, c'est le mois de BelTane. Les festivités associées s'appellent Lá BealTaine en Irlande et Latha BeallTainn en Écosse. Lá Buidhe BealTaine signifie le « jour brillant/lumineux de mai ». En gaélique d'Écosse le mois de mai se dit CèiTean (et aussi a’ Mhàigh). Les feux de BelTane sont équivalents aux feux dits de « la Saint-Jean ». Eadar dà theine BheallTainn signifie « entre deux feux de Beltane » en gaélique d'Écosse. Mí Bheal est équivalent à MayPole en anglais moderne.
Sur l'île de Man (dialecte manx) BelTane se dit BoalTinn ou BoalDyn. La racine Bel / Beal / Boal signifie blanc, brillant, lumineux, comme les flammes du feu.

### Y FeDwen Fai au pays de Galles
Au Pays de Galles l'arbre de Mai se nomme Y FeDwen Fai. L'arbre-mât est peint et décoré de rubans et de fleurs.
Autres noms : Gŵyl Calan Mai, neu Calan HaF; Gla'Mai neu, GlaMai ar lafar.

### MayPole en Grande-Bretagne
L'arbre de Mai se dit MayPole en Grande-Bretagne. La ville de MayBole se dit Am Magh BaoGhail en gaélique d'Écosse.

### Le MajStång en Suède
En Suède la fête du MajStång / MidSommarStång est la plus importante de l'année. Elle correspond à la fête d'Yvan Kupala des Slaves (feux de la Saint-Jean lors du solstice d'été).

### JuhannusSalko en Finlande
La fête du solstice d'été, du milieu de l'été (Suomalainen juhannus) est le jour du drapeau finlandais. La fête commence à 18 heures et dure toute la nuit. Les jours les plus longs de l'année ont été appelés « jours de nidification » car le soleil est alors dans le nid d'oiseau en haut du mât. Le soleil reste dans le nid pendant quelques jours jusqu'à ce que le mouvement du soleil recommence, début d'un nouveau cycle solaire. Cette phase de revirement/inversion cosmique (passage d'un phase ascendante à une phase ascendante) était perçue comme une situation magique durant laquelle des esprits pouvaient venir se manifester. Des feux sont allumés pour chasser les mauvais esprit.

### Kupolines (ou Rasa) en Lituanie
Le solstice d'été est l'occasion d'une grande fête en Lettonie, Kupolines ou Rasa.

### Ligo en Lettonie
Le solstice d'été est l'occasion d'une grande fête en Lettonie, Ligo Diena et Jani. Des mâts décorés de fleurs et de feuilles sont installés. Le sommet du mât est ensuite enflammé (photo). Les fidèles pratiquant ce rite portent des couronnes végétales sur la tête. Ligo Diena signifie jour des herbes. Jani, prénom très courant en Lettonie, signifie Jean. Environ 15000 choristes se rassemblent chaque année pour chanter Ligo, chant national (Vidéo:)

### JaaniPäev en Estonie
JaaniPäev, Jaaniõhtu et Jaanilaupäev sont les jours les plus importants du calendrier estonien. Des mâts sont installés et des feux allumés dans un climat de convivialité.

### Le GaïTanáki en Grèce
Sur l'île d'Andros, dans les Cyclades, un GaïTanáki (γαϊτανάκι, « mât enrubanné ») est installé sur la place Kaíris de Chora lors d'une fête. Ce rituel se produit également dans d'autres endroits de la Grèce, comme à Livadia, capitale de la Béotie, où lors du carnaval des chars et des mascarades défilent jusqu’à la place centrale de la ville où sont tressés les Gaïtanakia. Ou encore sur l'île de Cythère (Kythira). Il correspond au çiçekli direği ("pôle fleuri") en turc. La gaida grecque (gaïta galicienne) est un instrument de musique à vent.

### La Sărbătoarea de ArminDeni en Roumanie
En Roumanie, pour la Sărbătoarea de ArminDeni,, des jeunes hommes vont couper des arbres en forêt, les élaguent et les hissient ensuite au cœur de la ville ou du village. Chez les Saxons l'arbre de vie s'appelle IrminSul.
Le jour de l'ArminDeni (ArmenDina, ArminDin ou encore ArminDer la rosée est recueillie au petit matin et elle sert pour se laver. C'est la promesse d'une bonne santé. Le même rituel avec la rosée se produit lors de la fête d'Ivan Kupala (SobotKov) des Slaves. L'ArminDeni est célébré le 1er mai en Transylvanie, au Banat, en Bucovine et en Moldavie. Dans le pays de Lăpuş, elle l'est lors de la Pentecôte et en Muntenie et Oltenie, le 23 avril, lors de la SânGiorz (Saint-Georges).
Lors de l'ArminDeni du vin rouge est mélangé à de l'absinthe et est utilisé pour « échanger du sang et protéger contre les maladies». Selon la tradition populaire roumaine la peste ne peut être repoussée que le jour d'ArminDeni et seulement avec la feuille d'absinthe. Des brins d'absinthe sont fixés sur les chapeaux, vêtements et fenêtres le jour de l'ArminDeni, tout comme les brins de Muguet (porte-bonheur) du 1er mai en France. Les larmes (rosée, eau de lune) versées par la Vierge Marie au pied de la croix (c'est-à-dire du mât de mai) auraient donné naissance aux fleurs de muguet. Au XIVe siècle on tressait en France des couronnes de fleurs le 1er mai pour les offrir à la Vierge. Les Slaves tressent aussi des couronnes de fleurs le jour de la fête d'Ivan Kupala. Tout comme les suédois lors de la fête du MajStång, une couronne de fleurs et feuilles est d'ailleurs placée au sommet du mât. Le Christ sur la croix porte aussi une couronne végétale (Ziziphus spina-christi).

### IrminDen en Bulgarie
En Bulgarie l'arbre de mai s'appelle: IrminDen ou encore Yeremiya, Eremiya, IriMa, Zamski Den.

### MájusFa en Hongrie
Fa signifie arbre en hongrois. À Nagykőrös des restes de sanglier sacrifié étaient déposé au niveau de l'arbre de mai, le MájusFa, le plus souvent un peuplier garni de rubans colorés.

### Festa dos Maios en Galice

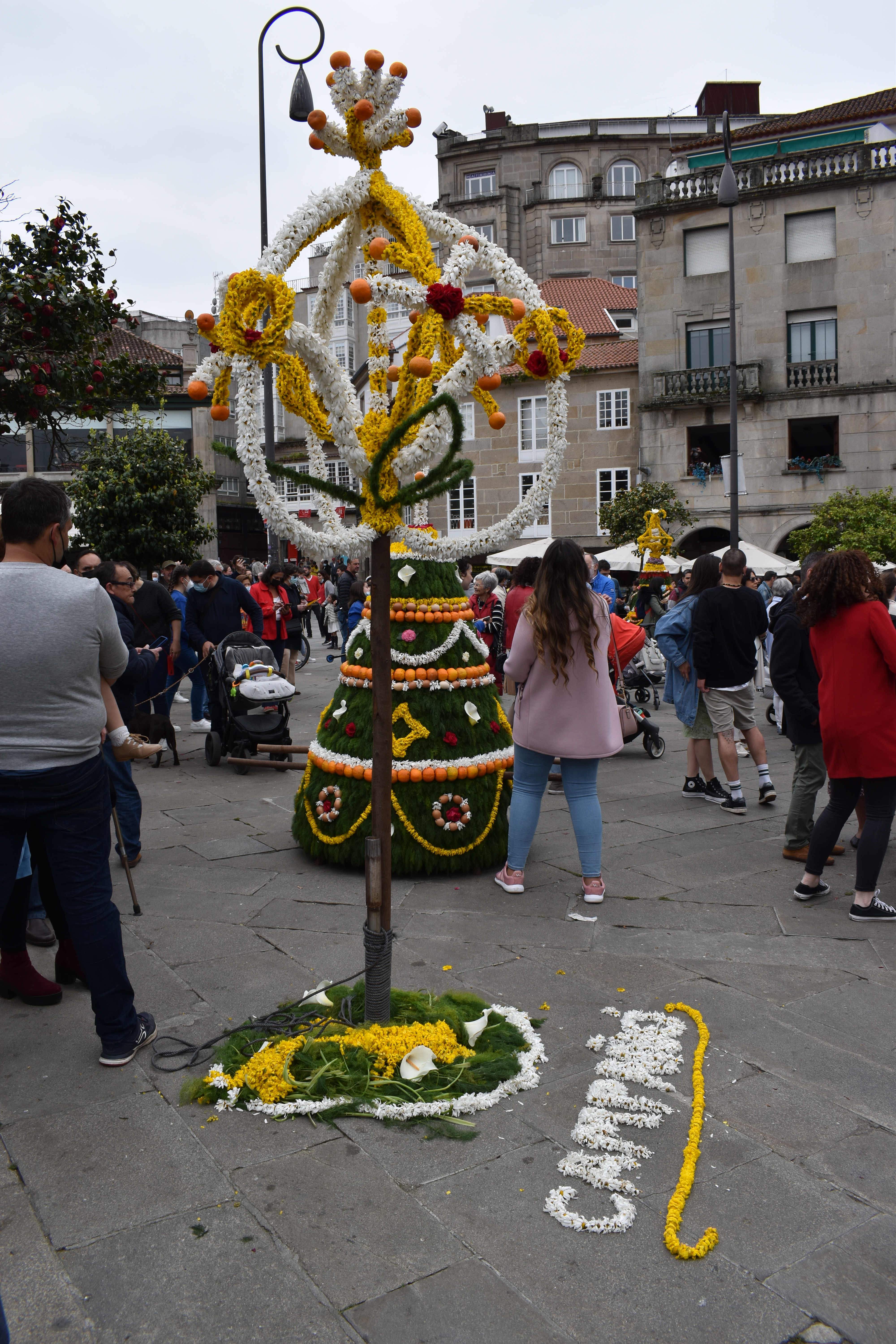
Arbres de mai pour la Festa dos maios de Pontevedra, 2022.

En Galice, la Festa dos Maios (la fête des Mais / Mages). Les célébrations qui ont lieu à Orense, Pontevedra, Poyo, El Morrazo et Villagarcía de Arosa sont populaires. Un concours est organisé dans lequel les meilleurs maios sont attribués, qui sont des compositions faites avec de la mousse, des fougères et des chapelets de "carrabouxos ou de bugallos" en tant que matériaux plus usuels, dans certaines régions, des œufs, des fleurs et des fougères sont également ajoutés. Ils peuvent être utilisés dans deux types de travaux: les traditionnels, sous forme de pyramides à base carrée ou triangulaire, de grande hauteur recouverts de mousse, et les artistes, qui constituent des sculptures authentiques, représentant des constructions, des croix et des scènes anciennes de la vie quotidienne la galice

### Cruz de Maio au Portugal
L'arbre de Mai se dit Cruz de Maio ou Cruz de Mata au Portugal.

### L'albero di maggio en Italie
L'arbre de mai s'appelle Albero di Maggio en Italie, ou encore Albero della Cuccagna, le Mât de Cocagne en français, Kukkanja en Maltais, Cucanya en Catalan. À Camino al Tagliamento , dans la province d'Udine, début juin, lors de la fête du village du vin et du taureau, a lieu la fête de l'arbre de mai. Le poteau, place au-dessus d'une rivière, est saupoudré de graisse et les concurrents doivent le recouvrir sur toute sa longueur, puis plonger dans les eaux glacées pour prendre 2 bouteilles placées en récompense. Dans la ville de Martone, la fête s'appelle A'NTinna .

### Île de Chypre
Une statuette de terre cuite datant du VIe siècle av. J.-C., illustre l'exécution, par trois personnes, d'une ronde autour d'un arbre.

### MaistangeouMaibaumen Allemagne

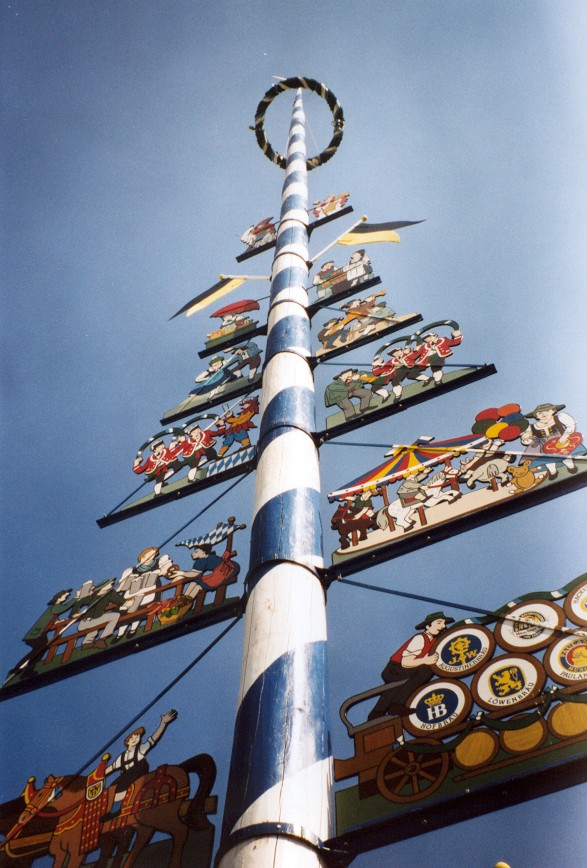
Maibaum, Munich.

En Allemagne, l'arbre de mai porte le nom de Maistange ou de Maibaum, ou encore de Maie,.

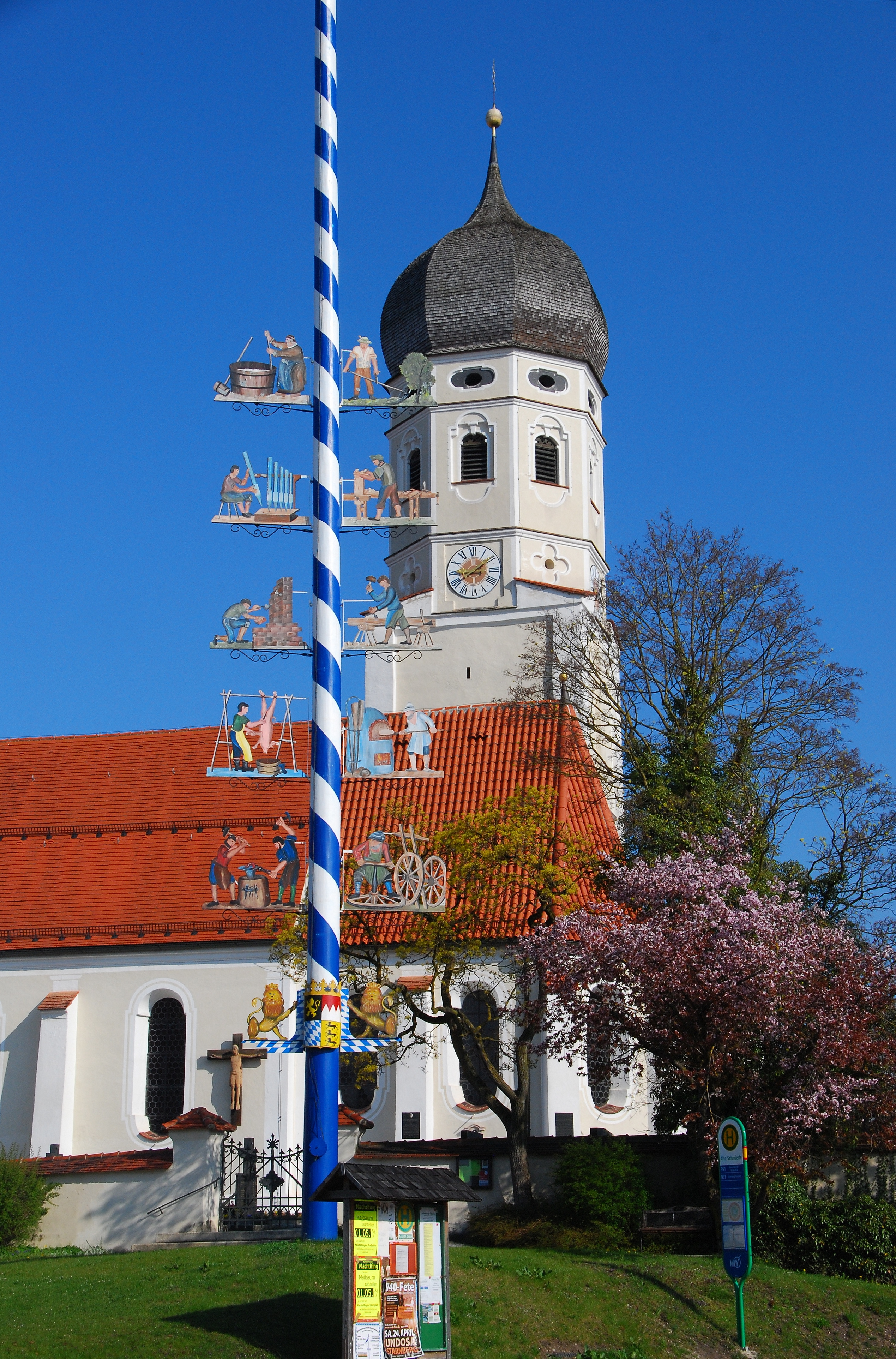
Maibaum à Erling (Haute-Bavière) avec sa décoration abondante.

Depuis le XVIIIe siècle, et encore plus depuis la Seconde Guerre mondiale, le mât de mai est devenu le symbole des villes et villages de la Bavière du Sud. Il représente l’honneur de la commune et de sa communauté.
Il est source de compétition entre les villages bavarois, qui rivalisent d’ingéniosité et d’efforts pour se doter du plus grand et du plus bel arbre.  
Et jusqu’à ce qu’il soit érigé, le jour de la cérémonie, il fait l’objet de toutes les convoitises et à ce titre, il est jalousement surveillé, jour et nuit, par les hommes de la commune, pour décourager les éventuels ravisseurs… L’enjeu est de taille, car en cas de vol, les victimes se verraient dans l’obligation de verser une rançon en nature (bière et victuailles) et surtout de porter le poids de la honte ! 
Dépourvu de son écorce, le tronc d’arbre dont on se sert pour ce mât de mai est ensuite peint en bandes blanches et bleues (les couleurs de la Bavière) et le sommet du mât est décoré d’une couronne en branches de sapin. Bien souvent, on retrouve tout le long du mât, des figurines représentant les différents corps de métiers, comme le cordonnier, le ramoneur, le menuisier, le charpentier, etc.
Une fois l’arbre prêt, et l’heure de la cérémonie arrivée, les hommes de la commune doivent se préparer à installer le mât au centre du village, souvent sur la place principale. C’est l’occasion de faire la fête, au son de la fanfare et les groupes folkloriques sont présents pour accompagner cette cérémonie, et soutenir moralement les hommes qui devront déployer tous leurs efforts pour hisser le mât. C’est, en effet, une véritable épreuve de force qui requiert puissance, savoir-faire et précision, durant près de deux heures. Tout est fait manuellement sous les ordres d’un chef attentif qui veille à la réussite de l’épreuve en toute sécurité.
Devant un tel exercice, on ne s’étonnera donc pas que le mât de mai soit conservé en l’état, en général cinq ans, et pour certaines communes au moins trois ans.

### La májka (ou máje) en République tchèque

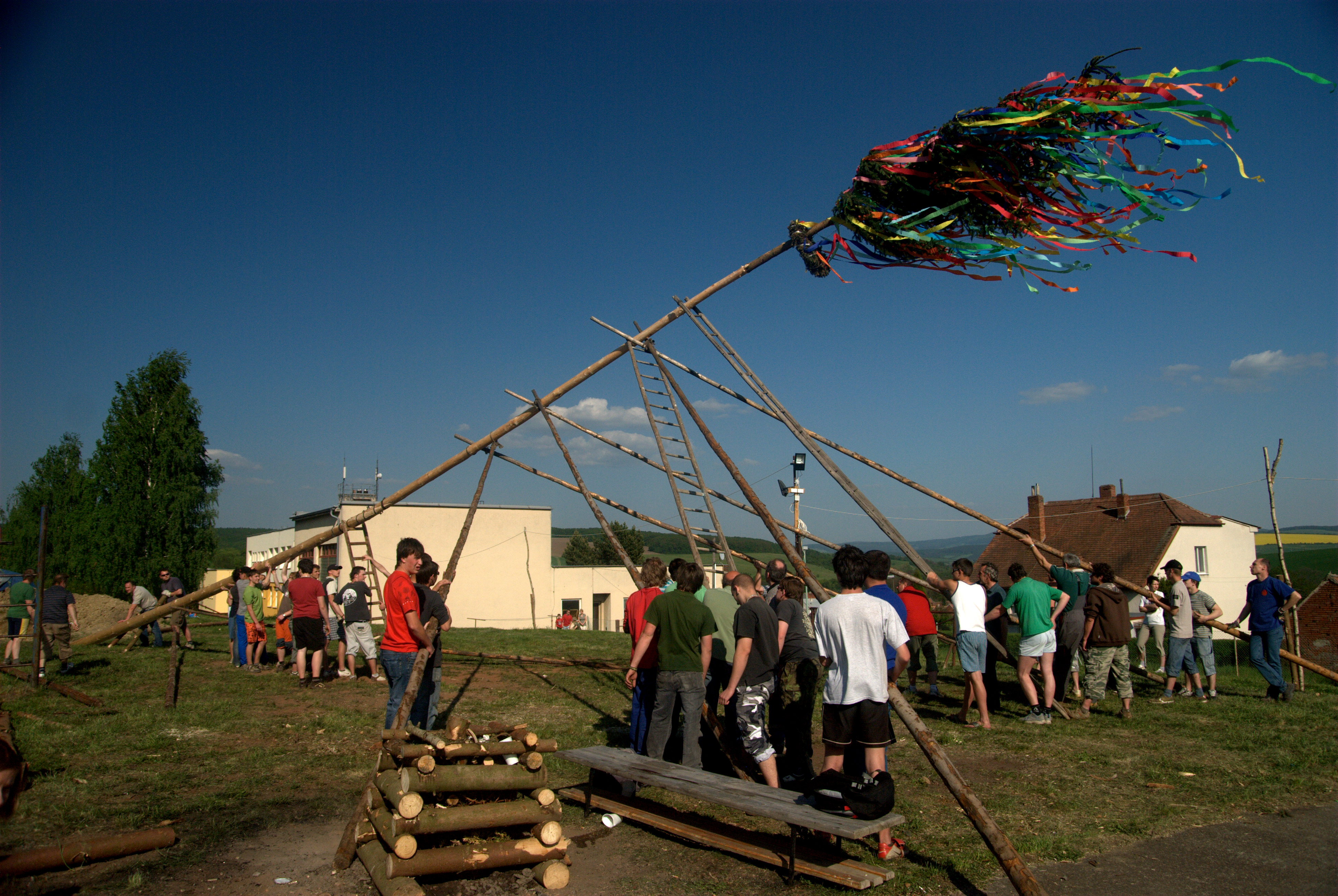
Érection d'un arbre de mai en République tchèque.

En Bohême et en Moravie, l'arbre de mai est un conifère, voire un bouleau, auquel on a coupé les branches, enlevé l’écorce et que l’on a étêté. Il doit être le plus haut possible. La partie supérieure est décorée avec des rubans en tissu coloré ou de papier crépon ; on y accroche également un sapin fraîchement coupé et une couronne de fleurs.
Le plus souvent il est érigé le 30 avril ou le 1er mai de chaque année ; cette mise en place nécessite beaucoup de mains d’œuvre, car l'arbre est dressé à la force des bras et des mains. La nuit qui suit cette installation, ce mât est jalousement gardé afin d’éviter que les hommes des villages voisins ne viennent l’abattre ou lui couper la partie supérieure. S’ils y parvenaient cela serait de mauvais augure.

### Majówka en Pologne
La période de festivité liée à l'arbre de mai s'appelle Majówka

### Le feuillu en Suisse
Le canton de Genève célèbre « le Feuillu » le premier dimanche de mai.

### Les traditions en Belgique

#### Le Meyboom
À Bruxelles, le Meyboom est planté le 9 août - veille de la Saint-Laurent, patron de la Compagnie chargée de la tradition. Le Meyboom est attesté depuis 1213 et est ainsi la plus ancienne tradition de la capitale. Elle relève du patrimoine oral et immatériel de l’humanité depuis novembre 2005.
Lors de l'achèvement du gros œuvre d'un bâtiment les ouvriers fixent un arbrisseau au sommet de la charpente. Quoiqu'il s'agisse là d'un bouquet final, à Bruxelles ainsi qu’en Flandre on emploie pour cette tradition le nom de Meyboom.
À Louvain, la tradition du Meyboom remonte à 1939.

#### La plantation de mai à Silly
À Silly, le hameau de Saint Marcoult plante chaque année un arbre de mai en l'honneur du saint éponyme, à l'occasion de sa fête est célébrée le premier dimanche de mai. L’usage est connu depuis la fin du XIXe siècle. Il était offert autrefois aux jeunes filles du hameau et fait penser aux bouquets de mai. Vers 1900, le mai était un bouleau ou un peuplier de haute futaie. Aujourd’hui, un chêne de grande taille (14 ou 15 m) est abattu le samedi matin et copieusement arrosé de bière ou de genièvre. Il est surmonté d’un jeune bouleau feuillu.

## Les traditions en France

### Es Laab steckedans Le Département de la Moselle

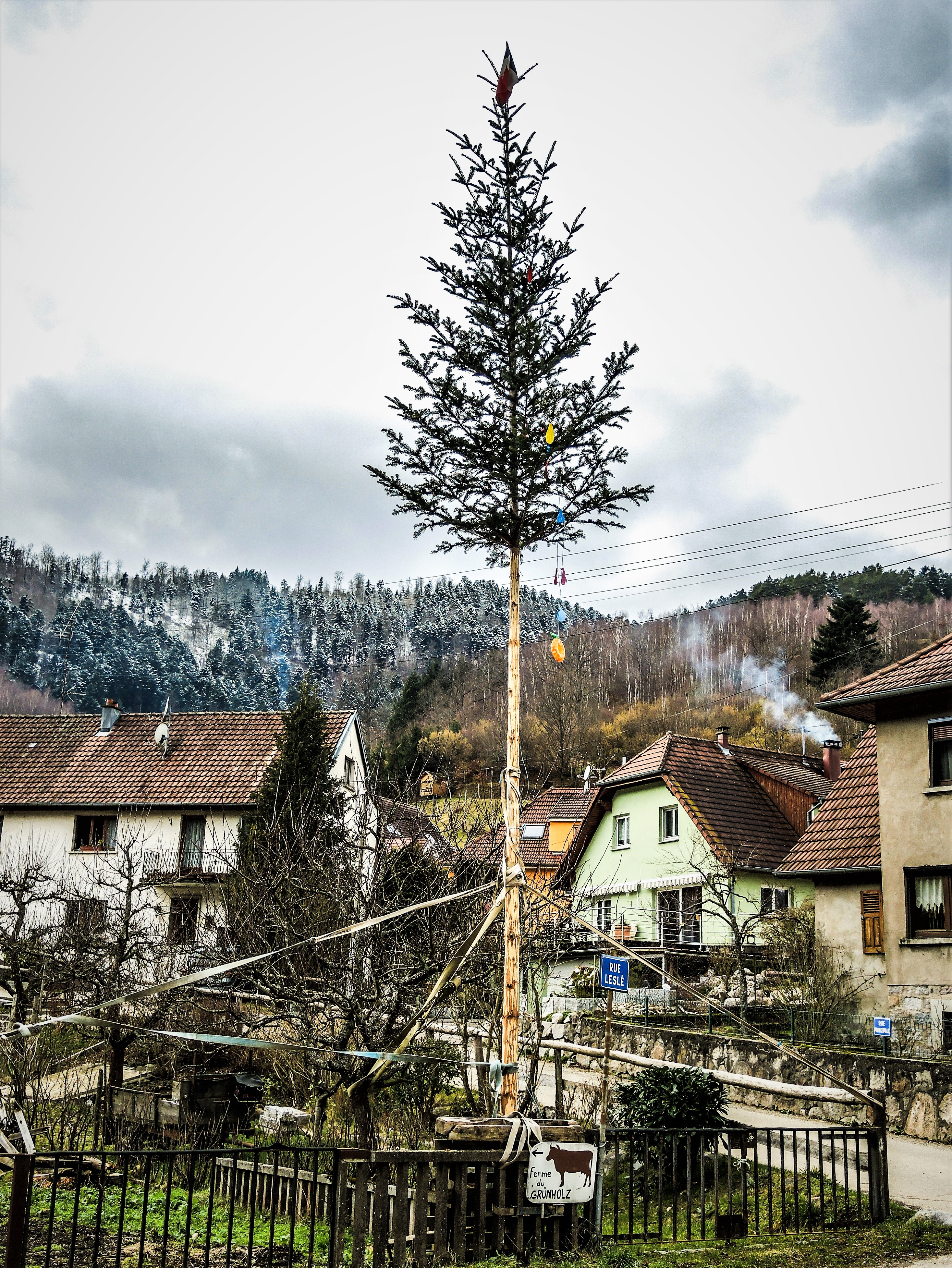
Arbre de mai à Mitzach, dans le Haut-Rhin.

En Moselle, cette tradition a lieu lors des célébrations du passage du 30 avril au premier mai. La nuit qui précède le premier mai est appelée  Hexenaat ou  Hexenààcht dans l'Est de la Moselle. Es Laab stecke, es Loib stecken est une locution qui signifie littéralement « planter, piquer le feuillage », elle consiste pour les garçons à parer la maison de la fille aimée de branches cueillies dans la nuit, ou très tôt le matin dans la forêt. Dans certains villages, on pratique la tradition du Maiboom ou Maibaam : un petit arbre ou des branchages décorés sont accrochés aux grilles de l'église, ou dans d'autres localités à la fontaine du village.

### TanneMaie en Alsace
En Alsace on plantait des mais d'honneur, des TanneMaie, devant la maison des notables. Une commune alsacienne porte le nom de DanneMarie (DàmMerkìrch)

### Monde occitan

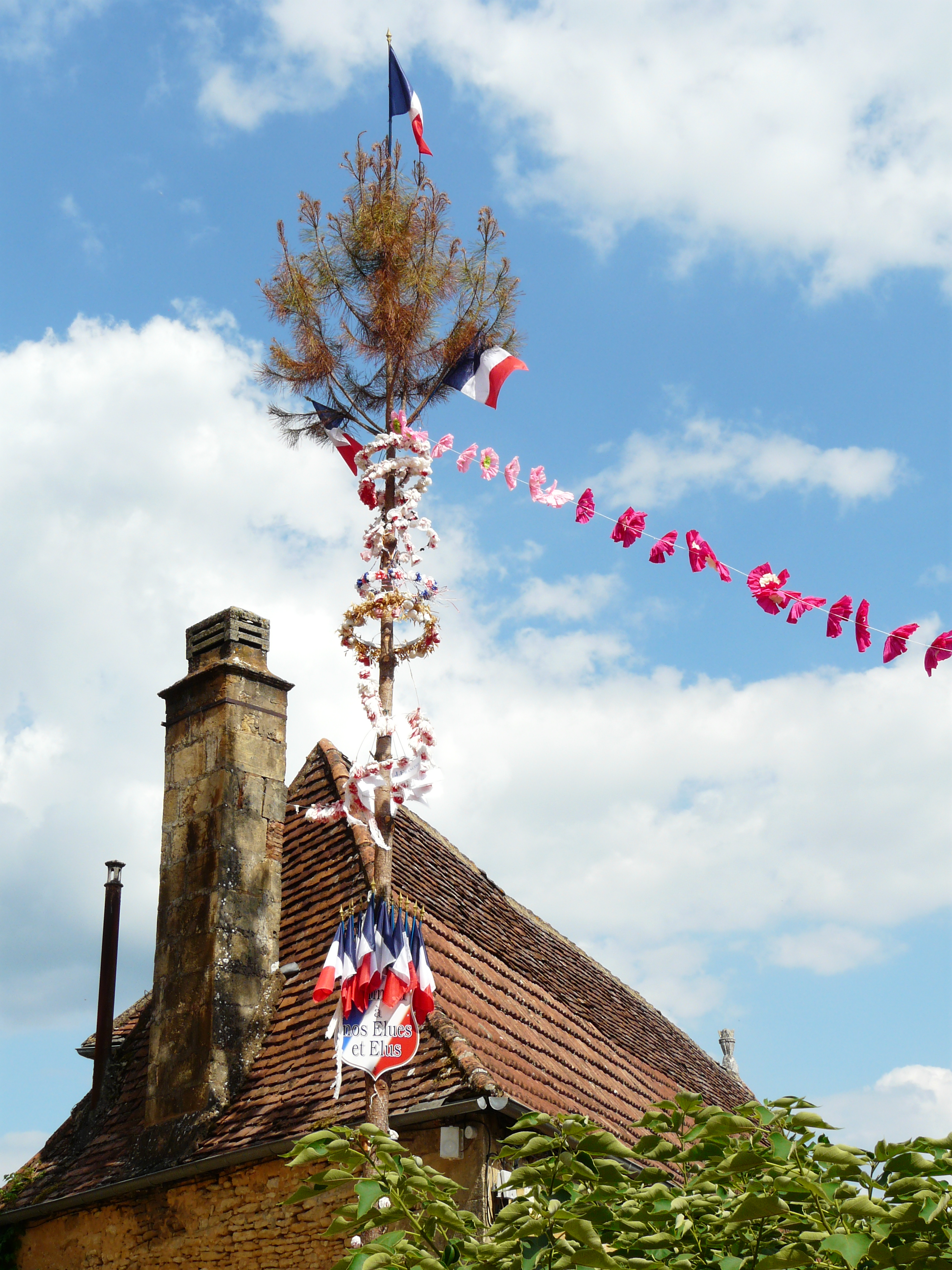
Arbre de mai à Meyrals en Dordogne.

En Corrèze, Gironde, Dordogne, Lot, Lot-et-Garonne, Limousin ou le Val d’Aoste, la coutume de planter un arbre de mai en l’honneur des élus locaux est vivace. Les hommes vont chercher l’arbre dans la forêt. Puis on le décore de drapeaux, rubans, d’une pancarte portant l’inscription « Honneur à notre élu(e) ». Puis on dresse l’arbre devant la maison de ce dernier qui, en remerciement doit régaler généreusement ses électeurs.
Selon les endroits, cette tradition s’est étendue aux patrons d’une petite entreprise (« Honneur au patron »), aux couples nouvellement installés dans une maison et aux mariés. Dans ce dernier cas, le plantage de l’arbre se fait quelques semaines avant le mariage et est l’occasion d’une fête moins formelle entre habitants du village. Il arrive alors que l’on enterre une ou plusieurs bouteilles au pied de l’arbre. Celles-ci seront bues à la naissance du premier enfant.
D'après la revue du Tarn, une charte locale datant de 1136 décrit une décision de Roger Ier Trencavel pour la ville d’Ambialet : « De plus nous voulons que le premier jour de mai la jeunesse puisse planter un mai, et que toute personne qui en aura coupé paie un seau de vin, sur la poursuite du roi, qui en fera à sa volonté. Et nous voulons et octroyons cet article parce que là où nous avons vu en user ainsi, nous avons pris grand plaisir à ces amusements ».
L'arbre choisi est soit un arbre très grand soit composé de deux morceaux assemblés d'essence différentes : un pour le tronc très long (par exemple un bouleau ou un peupliers) et un autre pour la cime touffue (par exemple un jeune pin).

### En Provence
À Cucuron, dans le Vaucluse, on plante l’arbre de Mai le samedi qui suit le 21 mai. Il s’agit d’un peuplier qui doit dépasser le clocher de l’église (24 m). On le fait défiler dans la ville, un jeune garçon assis dessus à califourchon (« L’Enseigne »). Une fois l’arbre dressé devant l’église, suit une grande fête populaire à la fois païenne (culte du printemps) et chrétienne (en l’honneur de Sainte Tulle, patronne de Cucuron, qui sauva la cité de la peste en 1720). Il restera planté jusqu’au 15 août.
À Varages, dans le Var, l’arbre de mai est coupé dans la nuit du 30 avril au 1er mai en un lieu secret et porté à dos d’homme jusqu’à la place de l’église où il est érigé. Il reste alors en place un mois et à l’occasion de la fête de Saint Photin (premier dimanche de juin), l’arbre est à nouveau porté, jusqu’à la chapelle San-Foutin qui domine le village, cette ascension si unique est partagée par les nombreux porteurs désireux de faire honneur au saint patron ainsi qu’aux couleurs du village. À l’occasion de la Saint-Jean, l’arbre est alors débité et dressé en bûcher pour le traditionnel feu, ceci précédé de l’offerte de la pomme.

### En Gascogne
Dans les Landes de Gascogne, le premier mai est l’occasion de planter l’arbre de mai. Généralement, on le plante en l’honneur d’une personne : 18 ans, âge rond (20, 30…), retraite, naissance, d’un groupe de personnes (mariage) ou en l'honneur des élus locaux. Traditionnellement, l’arbre (un pin décoré ou un « mai ») est planté devant la maison de la personne en son absence. Ensuite, celle-ci invite les gens et un pot est organisé (la « maillade » ou « mayade »). Plus tard, quand l’arbre meurt, et plus généralement à l’automne, l’arbre est enlevé et ceci est un prétexte à faire un deuxième apéritif ou une fête.

### Arbre de mai de Locronan
À Locronan, dans le Finistère, un arbre de mai est planté chaque année le premier samedi de mai. Il s’agit d’un hêtre dressé sur la place principale pour fêter l’arrivée de la belle saison. Cet arbre sera abattu au mois de juin, pour le solstice d’été. Le tronc est alors vendu aux enchères et les branches seront utilisées pour alimenter le feu de la Saint-Jean. Selon la tradition, ce sont les jeunes qui se chargent de la plantation et de l’abattage, mais aujourd’hui, beaucoup ne répondent plus à l’appel et si la pratique n’a aucun mal à perdurer, elle a évolué vers tous types de population.
Bien que la pratique ne remonte qu’au XXe siècle, le rituel de l’arbre de mai de Locronan est inscrit à l’Inventaire du patrimoine culturel immatériel en France. 

### Dans les villages de l’est de la France,le mai, arbre individuel, arbre d’amour

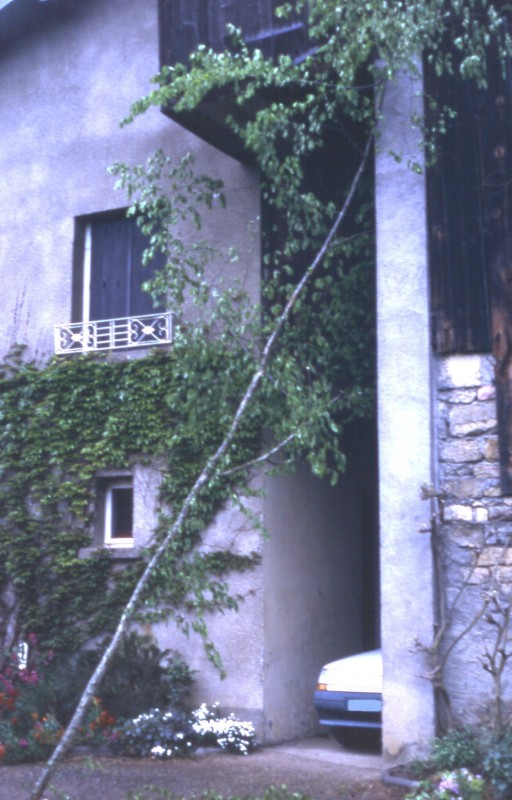
L’arbre, le « mai ».

Il s’agit d’un jeune arbre ou d’un rameau, que les jeunes gens installent devant la porte ou contre le mur du domicile des jeunes filles à marier, dans la nuit du 30 avril au 1er mai (ou le dernier dimanche de mai dans certaines régions), pour les honorer. En remerciement, pour « arroser » leur mai, les filles offrent gâteaux et boissons - autrefois à titre individuel - de nos jours collectivement. La fontaine est également ornée d’un jeune arbre pour, selon la tradition orale, s’assurer qu’elle coulera durant toute l’année.

## Dans la culture populaire

### Au Cinéma
Les arbres de mai ou autre variante sont apparus plusieurs fois au cinéma, notamment dans des films d'horreurs basés sur le folklore celte, tel que The Wicker Man ou Midsommar.